# Filibert van Naillac
Filibert van Naillac (Kasteel Naillac (Le Blanc), ? - ?, 1421) was van 1396 tot aan zijn dood de 34e grootmeester van de Orde van Sint-Jan van Jeruzalem. Hij volgde in 1396 Juan Fernández de Heredia op. Naillac nam 1396 deel aan de Slag bij Nicopolis aan de zijde van de latere keizer Sigismund. Naillac stierf in 1421 en werd opgevolgd door Antonio de Fluvià.